# Prunel·la hissopifòlia
La prunel·la hissopifòlia (Prunella hyssopifolia) és una espècie herbàcia de la família de les lamiàcies autòctona dels Països Catalans.
El terme prunella esdevé de l'entrecreuament del mot del llatí baix brunus (bru, morè) i el derivat en -ella del llatí pruna (brasa, sutge), s'ha volgut relacionar amb el mot alemany bräune (angines).
El mot hyssopifolia és un epítet llatí compost pels mots llatins hyssopus (hisop) i folium (fulla), en referència a les seues fulles paregudes a les d’Hyssopus officinalis.

## Descripció
Hemicriptòfit que ateny els 10–40 cm d'alçada, perenne, de base llenyosa, rizomatós i estolonífer, de tiges de secció quadrada, erectes i folioses. Herbàcia glabrescent tota ella o bé lleugerament pilosa. Les fulles són un poc coriàcies, enteres i de marge revolut, sèssils (excepte les més inferiors, que són curtament peciolades), estretament lanceolades de 2 a 7 cm de llargada per 0,3-1,3 cm d'amplada. El nervi és molt prominent a l'anvers. La inflorescència, que apareix de maig a agost, és terminal en forma d'espiga d'uns 1,3-5,5 cm de llargada, amb nombroses verticil·lastres de 6 o més flors. Les bràctees són àmplament ovades, de 6-11 x 8–15 mm i ciliades. Calze de 6–9 mm, que sobresurt clarament de les bràctees. Corol·la d'1,5 a 1,7 cm, de color rosat o violeta. El fruit és una núcula el·lipsoide (1 x 1,3 mm), de color marró lluent.

## Ecologia i distribució
Espècie de distribució boreomediterrània o latemediterrània occidental, habita prats més o menys humits, fins i tot temporalment inundats, sobre sòls margosos o argilosos, o bé en boscos del domini de l'alzinar i carrasca. Apareix a la península Ibèrica (alguns punts dels Pirineus i Prepirineus, Sistema Cantàbric, Central, Ibèric i Bètic), al Migdia francès, Provença i als Alps Marítims. Als Països Catalans és una espècie autòctona però rara, es pot trobar de manera escadussera als Pirineus centrals (Pallars Jussà), al territori ruscínic (l'Alt Empordà i el Roselló) al Sistema Mediterrani Català (Terra Alta i Matarranya) i més al sud, a l'interior de la Safor i a la Vall de Cofrents. Manca a les Balears.

## Taxonomia
Les espècies del gènere Prunella s'hibriden amb facilitat. Prunella hyssopifolia forma híbrids de manera natural amb Prunella vulgaris i Prunella laciniata

### Prunella hyssopifoliaxPrunella vulgaris
Híbrid natural que apareix al Sistema Central (Aragó i Castella), en pradells més aviat humits, fou classificat com Prunella × gentianifolia Pau, els individus fan de 10 a 30 cm d'alçada, són més robusts que l'espècie P. hyssopifolia. i floreixen de juny a l'agost

### Prunella hyssopifoliaxPrunella laciniata
Híbrid natural que es pot trobar on ambdues espècies parentals se solapen. Ha estat classificat com Prunella × codinae Sennen. s'ha citat al Migdia francès (Aveyron) i al Sistema Ibèric (Sòria i Terol).

## Usos
Com la resta d'espècies d'aquest gènere, la prunel·la hissopifòlia s'empra en tractaments en ferides i contusions, per les seues propietats antisèptiques i antiinflamatòries. A més, com la resta, les seues fulles són mengívoles, i es pot utilitzar com a fixadora del sòl, i com a planta insectari per atraure a fauna auxiliar, especialment pol·linitzadors.